# Pila speciosa
Pila speciosa é uma espécie de gastrópode da família Ampullaridae.
Pode ser encontrada nos seguintes países: Etiópia, Quénia e Somália.